# 黄泉の犬
『黄泉の犬』（よみのいぬ）は、藤原新也の随筆。『週刊プレイボーイ』1995年7月18日号から1996年5月28日号に「世紀末航海録」と題して連載されたものに大幅加筆し、2006年10月30日に文藝春秋社から単行本として刊行された。

## 概要
宗教や権威に染まることをかたくなに拒み、インドの旅では自身の肉眼が確かに見ることができる目の前の事実や存在のひとつひとつのみを信じ、見ようとした"私"は、1995年の春、あまりに疲弊した富士山をテレビ画面に見てしまう。サティアンに機動隊が押し入った騒動の一段落したころ、一人の信者がサティアン屋上に立ちぼんやりと富士を眺めている光景が目に止まる。ここから私の麻原彰晃に対する思索と追跡が始まる。
私は、麻原の熊本県八代の実家を訪ね、マスコミを一切遠ざけていた麻原の兄との接触を試みる。麻原の粘着的な土着体質から、彼の世間に対する遠離と怨嗟の感情を決定付けたのは、巷間言われるような選挙での惨敗よりもむしろ、郷里で住民票受理を拒否され村八分に会ったことではないかと推測し、うらぶれた九州の辺境をさまよう。私は八代の駅を降り立ったとたんに楼閣のような王子製紙の工場に出くわす。それはさながら後年麻原がしばしば口にする持って生まれたカルマからの解脱の象徴に思える。麻原が敬愛し「オウム神仙の会」を立ち上げた際には、教祖になってほしいとまで言わせた長兄の経営する松本鍼灸院を客を装い訪ねたもののもぬけの殻であった。全盲の長兄は全盛期には1日に300人の患者を診たといわれるほどの手かざし治療の秘儀を持つ人物であり、私の目的はそれを受け継いだ麻原がイニシエーションを施した相手から受ける負のエネルギーをどう浄化しているのかと、目の疾患（身体障害）がオウムの本質にどのような影響を及ぼしたかを長兄に会うことで知ることであった。
長兄に会うことが叶わなかった私は、釣りをしようと不知火海へおもむくが、ここで偶然に新たな疑問を持つことになる。麻原の目の障害は、チッソの水俣病が原因ではないかということである。また、この国から受けたとも言うべき宿命的な身体障害が世間へ対する憎悪となり、事件へ結びついたのではないかという仮説を立てる。この考えにとりつかれた私は東京に戻り、多くの資料を読み漁り、水俣病に長くたずさわった弁護士後藤孝典の著書を目にし、編集者の仲立ちで後藤に会い、意見を聞く。後藤は、麻原の目の疾患が国家や天皇への憎悪に結びつくことはありえないと一蹴し、不快感を示す。また、後に後藤からはこれ以上、麻原と水俣病の関係について書くことは許さないとの抗議を受ける。
後に奇遇なことから、私は大阪に潜んでいた麻原の長兄に会う機会を持つ。私は、長兄のアパートに一泊し、ついに麻原が幼少期に不知火海で水銀に汚染されたと思われる魚介類を多く食べていたことや、水俣病患者として役所に申請したが、却下された事実を聞き出す。八代では水俣病の申請を出すと「アカ」との風評が広がり、それ以上は戦わなかったこと、また、早川紀代秀が教団に入ってきてから麻原の態度が急激に変わったことなどを聞き出す。最後に、自分の目の黒いうちは話すな、と釘を打たれる。
藤原は、この著書の中で誇大妄想はすべて現実の重さを直視し消化できない場合の自己保存のための現実逃避であると言い切る。

## 構成
- 第1章 メビウスの海
- 第2章 黄泉の犬
- 第3章 ある聖衣の漂白
- 第4章 ヒマラヤのハリウッド
- 第5章 地獄基調音

## 出版物情報
- B5判並製・314頁
- ISBN 4163685308, ISBN 978-4163685304